# Čenkovská lesostep
Čenkovská lesostep je zrušená národní přírodní rezervace na Slovensku. Nacházela se v katastrálním území obce Mužla v okrese Nové Zámky v Nitranském kraji. Území bylo vyhlášeno v roce 1964 a novelizováno v roce 1988 na rozloze 79,6 hektaru. Národní přírodní rezervace byla k 15. září 2020 zrušena a nahrazena chráněným areálem Čenkov.